# Markus Witte (Unternehmer)
Markus Witte (* 1970 in Beckum) ist ein deutscher Unternehmer und Gründer der E-Learning-Platfform Babbel. 
Witte gab 2019 seine Rolle als Vorsitzender der Geschäftsführung auf und ist seitdem Aufsichtsratsvorsitzender des Unternehmens. Er ist ehrenamtlicher Fellow von JoinPolitics, einem Start-Up zur Förderung politischer Talente, und Independent Board Member des Berliner Unternehmens Blinkist.

## Leben
Witte studierte Kommunikations- und Kulturwissenschaft in Essen, Bremen und Berlin. 1997 schloss er sein Magisterstudium an der Humboldt-Universität Berlin ab. Anschließend war er ab 1998 als Dozent an der New York University tätig und kehrte als wissenschaftlicher Mitarbeiter an die Humboldt-Universität zurück. Gemeinsam mit Hartmut Böhme leitete er unter anderem Seminare zu Methoden kulturwissenschaftlicher Forschung.
Ab 2001 leitete er das „Online and Systems Team“ von Native Instruments, einem Hersteller von Software-Musikinstrumenten. Er arbeitete dort sechs Jahre bis zur Gründung der Lessons Nine GmbH im Jahr 2007, aus der das Unternehmen Babbel entstand. Laut Witte entstand die Idee, eine Sprachlern-Software zu programmieren, zufällig, da einer seiner Kollegen Spanisch lernen wollte. 2015 expandierte das Unternehmen unter Witte als CEO in die USA. 2018 erwirtschaftete Babbel erstmals über 100 Millionen Euro. 2019 trat Witte als Vorsitzender der Geschäftsführung zurück. Er begründete diesen Schritt damit, nicht mehr gleichzeitig Geschäftsführer und Aufsichtsratsvorsitzender sein zu wollen, da dies zu Interessenskonflikten führe. Seitdem ist Witte Aufsichtsratsvorsitzender von Babbel, CEO ist Arne Schepker.